# Schloss Rönnebeck

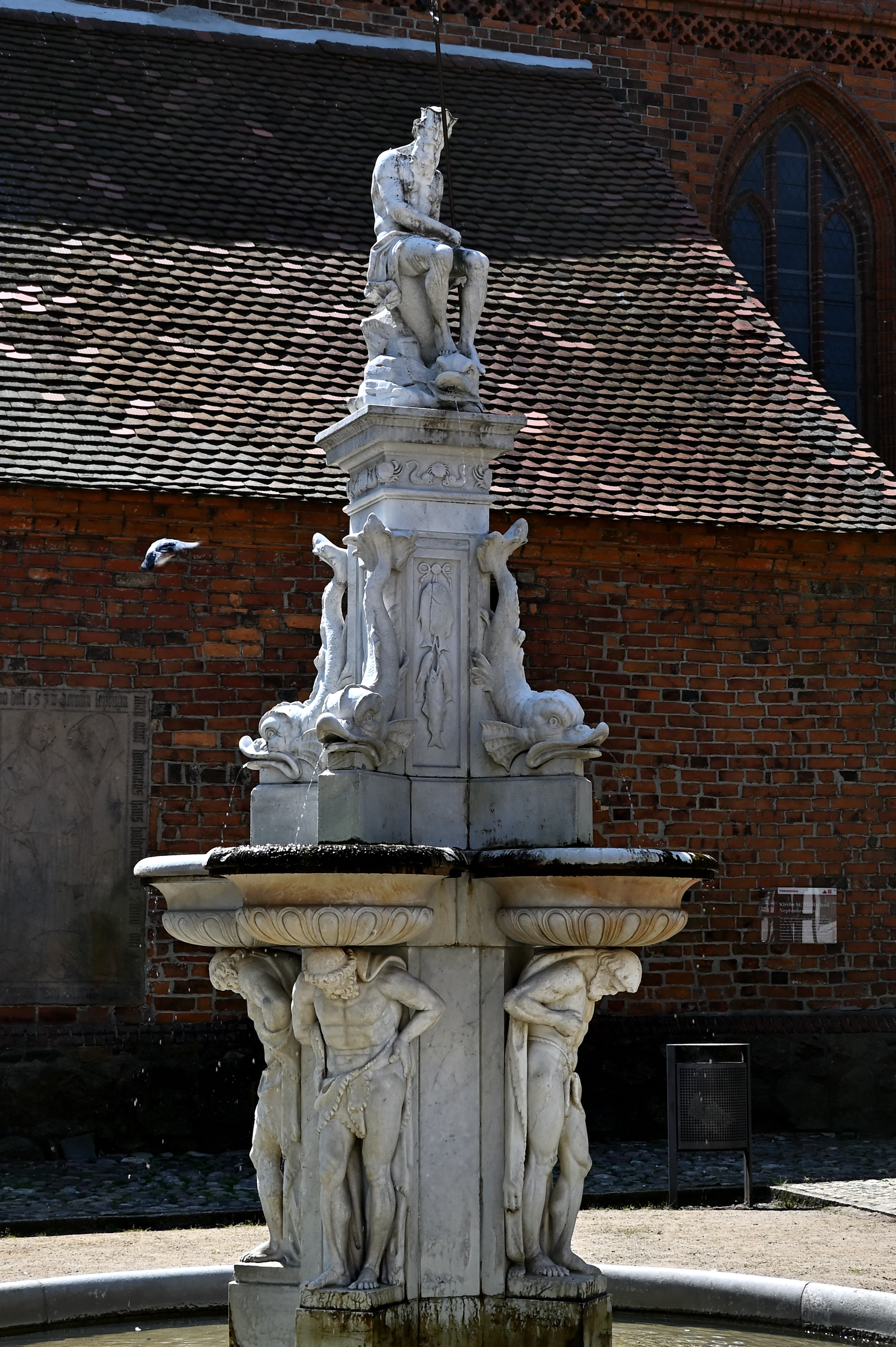
Osterburg, Neptunbrunnen

Wappen Familie Roennebeck 1744

Das Schloss Rönnebeck war ein Herrenhaus in dem heute zu Osterburg gehörenden Ort Rönnebeck in der Altmark in Sachsen-Anhalt. Es gehörte zu den prachtvollsten Schlossanlagen in der Altmark.

## Geschichte
Der Ort Rönnebeck war seit 1290 Stammsitz einer Ritterfamilie, die sich nach dem Ort nannte und bis 1740 dort ansässig war. Die Familie besaß außerdem seit 1598 den Ort Orpensdorf. Familienmitglieder die 1290 und 1319 erwähnt wurden, waren die Ritter Albertus, Fredericus und Conradus de Rennebeke.
Werner Salzwedel zu Seehausen wurde 1599 mit den hochverschuldeten Gütern des verstorbenen Hans von Rönnebeck belehnt, die er im Erbkauf erworben und die ihm vor Gericht gegen den Einspruch der Vettern von Rönnebeck zuerkannt wurden. Dazu gehörten sowohl das Wohnhaus in Rönnebeck als auch Orpensdorf und Wollenrade.
Es gab noch ein zweites Rittergut in Rönnebeck, das der Familie von Rintorf gehörte. Auch dieses Gut musste wohl damals aufgegeben werden, als der Sohn des Christoph von Rintorf zu Rönnebeck 1671 starb.
Die männlichen Vertreter der Roennebeck traten Mitte des 18. Jahrhunderts in dänische Dienste, wohnten in Arensberg bei Stendal und im 18. Jahrhundert zu Frehne in Ost-Prignitz.
Beide Rittergüter befanden sich im westlichen Teil des Ortes und wurden 1840 zu einem Gut zusammengelegt. Nach einigen Besitzerwechseln erwarben die Magdeburger Eheleute Schmid das Gut und erweiterten das barocke Gutshaus in den 1870er Jahren zu einem großzügigen Herrenhaus, sodass man es allgemein als Schloss bezeichnen kann.
Friedrich Carl Johannes Schmidt (* 1842) im Kreise Osterburg, Rittmeister im 1. Magdeburger Landwehr-Regiment Nr. 26 unter Wilhelm I, wurde am 30. Dezember 1885 unter den Namen „von Roennebeck“ in den Adelstand erhoben. (Sein Stammvater war der Kaufmann Johannes Schmidt (* 1624 in Wermelskirchen, † 18. April 1685 ebenda)). Zu Rönnebeck gehörte noch das Rittergut Orpensdorf mit 249 ha. Rittergut Rönnebeck I und II selbst umfassten zusammen 283 ha.
Spätestens in den 1890er Jahren wurde mit dem Bau der Familiengrabstätte im Gutspark begonnen, einem aufwändig gestalteten sechseckigen Mausoleum. Dort wurden 1898 der Sohn der Familie, Friederich Carl Hermann von Rönnebeck, und 1907 der Rittergutsbesitzer Carl Johannes von Rönnebeck beigesetzt. Die aus Marmor gefertigten Sarkophage und die lebensgroße Figur des verstorbenen Sohnes stammten aus Italien.
Ab Juli 1945 wurde das Schloss zunächst von der Roten Armee als Quartier genutzt. Das Gut wurde im Zuge der Bodenreform im Herbst 1945 enteignet und in 26 Voll- und 33 Kleinsiedlerstellen aufgeteilt. Das Herrenhaus und das Mausoleum wurden 1947 entsprechend dem damaligen Verständnis der „Vergangenheitsbewältigung“ abgebrochen.
Der ebenfalls aus Italien stammende sogenannte Neptunbrunnen aus dem Gutspark Rönnebeck befindet sich mittlerweile als eines der wenigen Relikte in Osterburg. Von der ursprünglichen Parkanlage blieben, ebenso wie vom Schloss, fast keine Reste erhalten.

## Wappen / Siegel
Die alten von Rönnebeck hatten einen fünfstrahligen Stern in ihrem Siegel (Siegel des Jacob von Rönnebeck 1539).
Wappen der Gebrüder Mathias Friedrich und Joachim Christoph Albrecht von Roennebeck (1744): Schild: blau mit fünfstrahligem Stern. Helm: der Stern vor drei großen beblätterten weißen Lilien. Decken: blau u. gold.
Wappen der Familie Schmidt / von Roennebeck (1885): In blau ein goldener Stern zwischen drei in ein Schächerkreuz gestellten, mit den Stielen einwärts gekehrten goldenen Hämmern. Auf dem gekrönten Helme mit blau-goldenen Decken ein wachsender geharnischter Arm, welcher einen goldenen Hammer schwingt.